# Martin Hoffmann (Fußballspieler)
Martin Hoffmann (* 22. März 1955 in Gommern) ist ein ehemaliger deutscher Fußballspieler und Fußballtrainer. Er zählt zu den erfolgreichsten Spielern des DDR-Fußballs. Hoffmann war als einziger Spieler an dessen drei Höhepunkten in den 1970er-Jahren – Gewinn des Europapokals der Pokalsieger 1974 mit dem 1. FC Magdeburg, Gewinn der olympischen Goldmedaille 1976 und Teilnahme an der WM 1974 – beteiligt.

## Sportliche Laufbahn

### BSG- und Clubstationen
Auf Anregung seines Vaters begann Hoffmann mit sieben Jahren bei der BSG Aktivist Gommern Fußball zu spielen. Von dort wurde er 1966 zum nahegelegenen Fußballschwerpunkt der Region, dem 1. FC Magdeburg, delegiert und wurde Schüler an der Magdeburger Kinder- und Jugendsportschule. Ab 1971 spielte er für den FCM in der Juniorenoberliga.
Seinen ersten Auftritt im Männerbereich hatte Hoffmann in der 2. Mannschaft des FCM im Punktspiel der zweitklassigen DDR-Liga am 19. August 1972. Mit weiteren zehn Einsätzen erkämpfte er sich sofort einen Stammplatz als Linksaußen. In derselben Saison wurde er auch bereits in der höchsten DDR-Spielklasse, der Oberliga, eingesetzt. Sein Debüt gab er am 16. Juni 1973, dem drittletzten Saisonspieltag, beim Spiel FCM – Wismut Aue. Beim 3:1-Sieg schoss er sofort sein erstes Oberligator, und auch bei den noch folgenden zwei Punktspielen war er jeweils mit einem Treffer erfolgreich. Bereits in der nächsten Spielzeit 1973/74 gehörte der nur 1,68 Meter große Stürmer mit 23 von 26 möglichen Punktspielen zum Oberligastamm des Magdeburger Klubs. Am Ende der Saison feierte er seinen ersten Meistertitel, dem 1975 der zweite Meisterschaftsgewinn folgte. Zuvor hatte er am 8. Mai 1974 mit dem Gewinn des Europapokals der Pokalsieger (2:0 über AC Mailand) den größten Triumph seiner Klubkarriere feiern können. Nachdem er beim DDR-Pokalgewinn 1973 noch gefehlt hatte, gewann er mit dem FCM zwischen 1978 und 1983 dreimal den FDGB-Pokalwettbewerb.
In der DDR-Oberliga war Martin Hoffmann bis 1985/86 auf dem Spielfeld aktiv. Bereits 1982 hatte er eine komplizierte Knieverletzung erlitten, die ihn für ein halbes Jahr außer Gefecht setzte. In den folgenden Spielzeiten konnte er nur sporadisch eingesetzt werden. Erst in seiner vorletzten Oberligasaison 1984/85, in der er nun als Verteidiger eingesetzt wurde, konnte er noch einmal 19 der 26 Punktspiele bestreiten. 1985/86 stand er in den ersten acht Spielen in der FCM-Startelf, kehrte aber nach dem 1:1 gegen den FC Carl Zeiss Jena am 19. Oktober 1985 nicht mehr in die höchste Spielklasse zurück, obwohl er auch noch für die Saison 1986/87 im Oberligakader der Magdeburger geführt wurde. Nach Beendigung des Hochleistungssports im Sommer 1987 konnte Hoffmann auf 256 Oberligaspiele (78 Tore), auf 41 nationale Pokalspiele (zwölf Tore) und 43 Europapokalspiele (13 Tore) zurückblicken.

### Auswahleinsätze
Hoffmann wurde 1972 in das Aufgebot der DDR-Juniorenauswahl aufgenommen. Sein erstes Juniorenländerspiel bestritt er am 29. Juli 1972 bei den Jugendwettkämpfen der Freundschaft in Rumänien. Beim torlosen Remis gegen Nordkorea spielte er auf der linken Angriffsseite. Die DDR-Juniorenelf belegte in diesem Jahr beim Turnier den 5. Platz. Bis Juni 1973 absolvierte Hoffmann 20 U-18-Länderspiele, in den der Magdeburger sieben Treffer erzielte. Das letzte war die Finalniederlage beim UEFA-Juniorenturnier, der inoffiziellen Junioreneuropameisterschaft, in Italien gegen England (2:3 nach Verlängerung). Daran schlossen sich ab September 1973 fünf Spiele in der Nachwuchsnationalmannschaft an, während der er parallel schon von A-Auswahltrainer Georg Buschner beobachtet und berufen wurde.
Dementsprechend früh begann Hoffmanns Laufbahn in der DDR-Nationalmannschaft, als er aufgrund von Verletzungen anderer Akteure bereits mit 18 Jahren für eine Partie der ostdeutschen Elf in Budapest nachnominiert wurde. Am 21. November 1973 debütierte der FCM-Angreifer im Länderspiel Ungarn – DDR (0:1) in der Buschner-Elf.

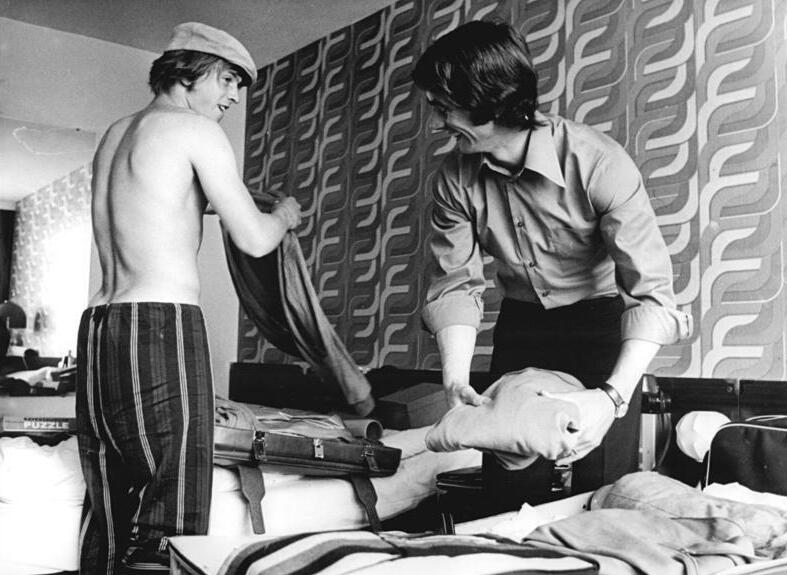
Martin Hoffmann (links) mit Harald Irmscher im WM-Quartier (1974)

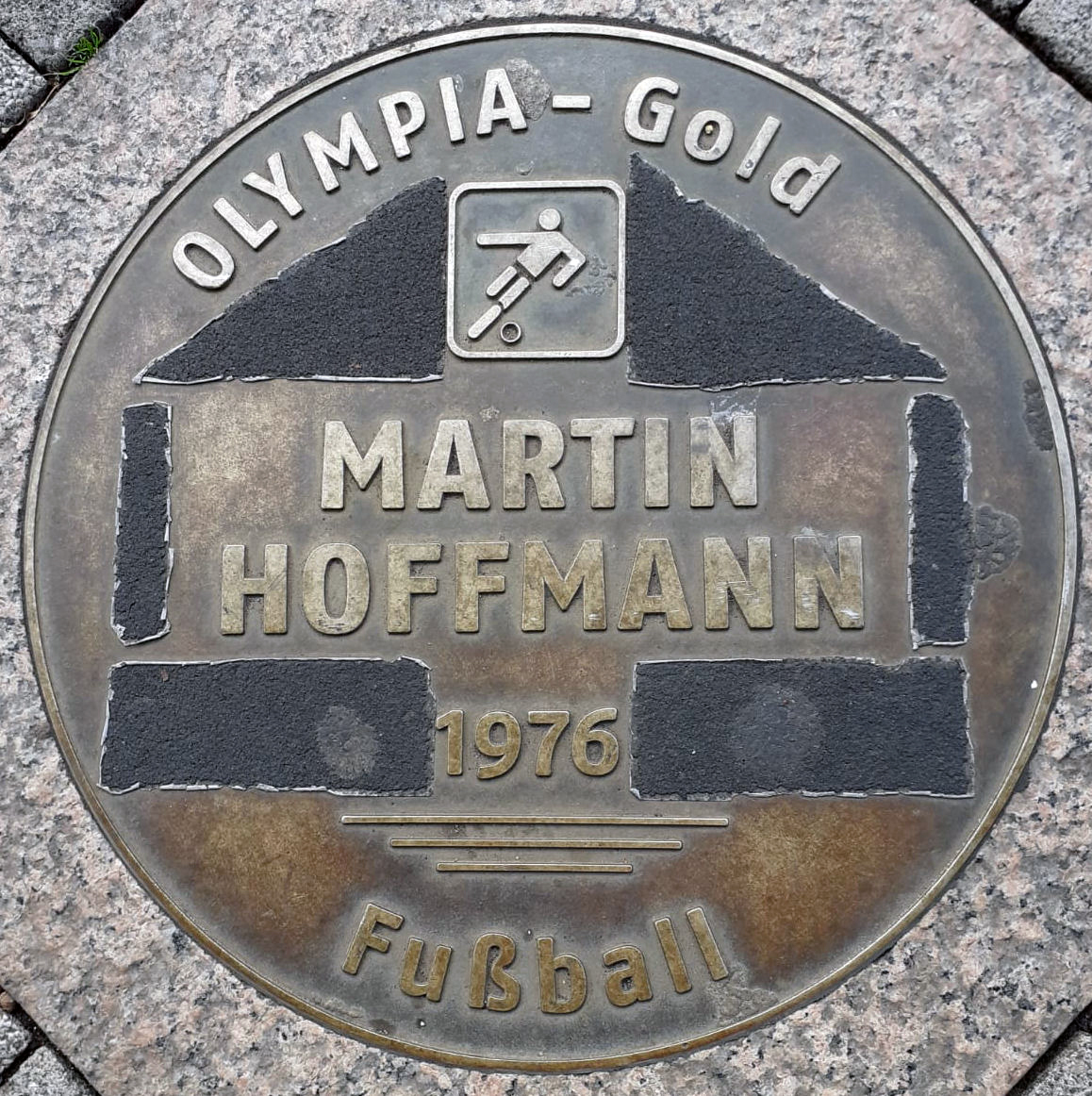
Sports Walk of Fame in Magdeburg

Seinen größten Erfolg mit der Nationalmannschaft erlebte er bei der Weltmeisterschaft 1974, als er in der Mannschaft stand, die die Bundesrepublik mit 1:0 besiegte. Er gehörte zusammen mit Hans-Jürgen Dörner, Reinhard Häfner und Gerd Weber zu den vier Spielern die von 1978 bis 1979 alle acht Qualifikationsspiele für die Fußball-Europameisterschaft 1980 in der DFV-Mannschaft von Trainer Georg Buschner in der Gruppe 4 gegen die Niederlande, Polen, Schweiz und Island absolvierten. Beim 5:2-Erfolg am 13. Oktober 1979 in Berlin gegen die Schweiz erzielte er drei Tore, ein Kunststück, das ihm zuvor bereits im Oktober 1977 beim 9:0-Sieg der DDR in der WM-Qualifikation über Malta gelungen war. Durch die 2:3-Niederlage am 21. November 1979 in Leipzig vor 92.000 Zuschauern im entscheidenden Spiel gegen die Niederlande verspielten das Team um Martin Hoffmann den Einzug in die Endrunde. Nachdem Rüdiger Schnuphase vom FC Carl-Zeiss Jena die DDR in der 17. Minute mit 1:0 in Führung gebracht und Hoffmanns Magdeburger Mannschaftskamerad Joachim Streich mit einem Foulstrafstoß in der 33. Minute auf 2:0 erhöht hatte, entschied der zweimalige Vizeweltmeister der Jahre 1974 und 1978 mit zwei Treffern in der zweiten Halbzeit durch Cornelis "Kees" Kist und René van de Kerkhof die Partie noch für sich und zog damit in die Endrunde ein. Bis 1981 kam Hoffmann auf 66 A-Länderspiele beziehungsweise nach FIFA-Lesart auf 62 Partien.
Mit der Olympiaauswahl konnte Hoffmann einen großen Titel verbuchen. Mit dem 3:1-Sieg über Polen im Endspiel des olympischen Fußballturniers 1976 gewann Hoffmann mit der DDR-Auswahl die Goldmedaille. Mit seinem Tor zum 2:0 in der 14. Minute hatte er entscheidenden Anteil an diesem Finalsieg. Für diesen Erfolg wurde er mit dem Vaterländischen Verdienstorden in Silber ausgezeichnet. Mit der Olympiaauswahl bestritt er zehn offizielle Spiele – je fünf in der Qualifikation für Montreal sowie bei der Endrunde in Kanada.

## Trainerlaufbahn
1987, kurz nach seiner aktiven Zeit, hatte Hoffmann das Sportlehrerdiplom an der DHfK in Leipzig erworben. Im Anschluss begann er seine Karriere als Trainer beim 1. FC Magdeburg. Zwischen 1988 und 1993 arbeitete er als Nachwuchs- und Assistenztrainer bei den Magdeburgern. Vom August 1994 bis zum Februar 1996 war er Cheftrainer des Magdeburger Verein. Nach seiner Entlassung betreute er 1996 für ein halbes Jahr als Trainer den Parchimer FC.
1998 wurde er erneut Co-Trainer beim FCM. Von 2008 bis 2013 betreute Hoffmann die U-19-Mannschaft des 1. FC Magdeburg.

## Erfolge

### International
- Europapokal der Pokalsieger: 1974
- Olympiasieger: 1976
- WM-Teilnahme: 1974

### National
- DDR-Meister: 1974, 1975
- FDGB-Pokalsieger: 1973, 1978, 1979, 1983